# Amphistichus rhodoterus
Amphistichus rhodoterus is een  straalvinnige vissensoort uit de familie van brandingbaarzen (Embiotocidae). De wetenschappelijke naam van de soort is voor het eerst geldig gepubliceerd in 1854 door Louis Agassiz.